# AO Ayia Napa
Maillots
Le Athlitikos Omilos Ayia Napa (en grec moderne : Αθλητικός Όμιλος Αγία Νάπα), plus couramment abrégé en Ayia Napa, est un club chypriote de football fondé en 1990 et basé dans la ville d'Ayia Napa.
Le club évolue pour la saison 2021-2022 en deuxième division chypriote.

## Historique
- 1990 : fondation du club à la suite de la fusion de l’APEAN et de l'ENAN.

## Palmarès
| Compétitions nationales                                                                 |
| --------------------------------------------------------------------------------------- |
| - Championnat de Chypre de deuxième division (2) : - Champion : 2011-2012 et 2013-2014. |

## Personnalités du club

### Présidents du club
- Christakis Antoniou
- Thanasis Yiasemi
- Kostas Elia
- Demetris Masias

### Entraîneurs du club
| - Nikos Kolompourdas (16 janvier 2013 - 25 février 2013) - Costas Loizou (26 février 2013 - 5 avril 2013) - Marios Neophytou (5 avril 2013 - 21 octobre 2013) - Zouvanis Zouvani (24 octobre 2013 - 13 janvier 2014) - Dušan Mitošević (14 janvier 2014 - 17 avril 2014) | - Nikos Andronikou (6 juin 2014 - 30 septembre 2014) - Giorgos Kosma (23 octobre 2014 - 28 janvier 2016) - Antonis Mertakkas (28 janvier 2016 - 14 février 2016) - Antonis Kleftis - Marios Kkaras - Nikos Nikolaou |